# Gedenkstätten für die Opfer des Nationalsozialismus in Wien-Liesing

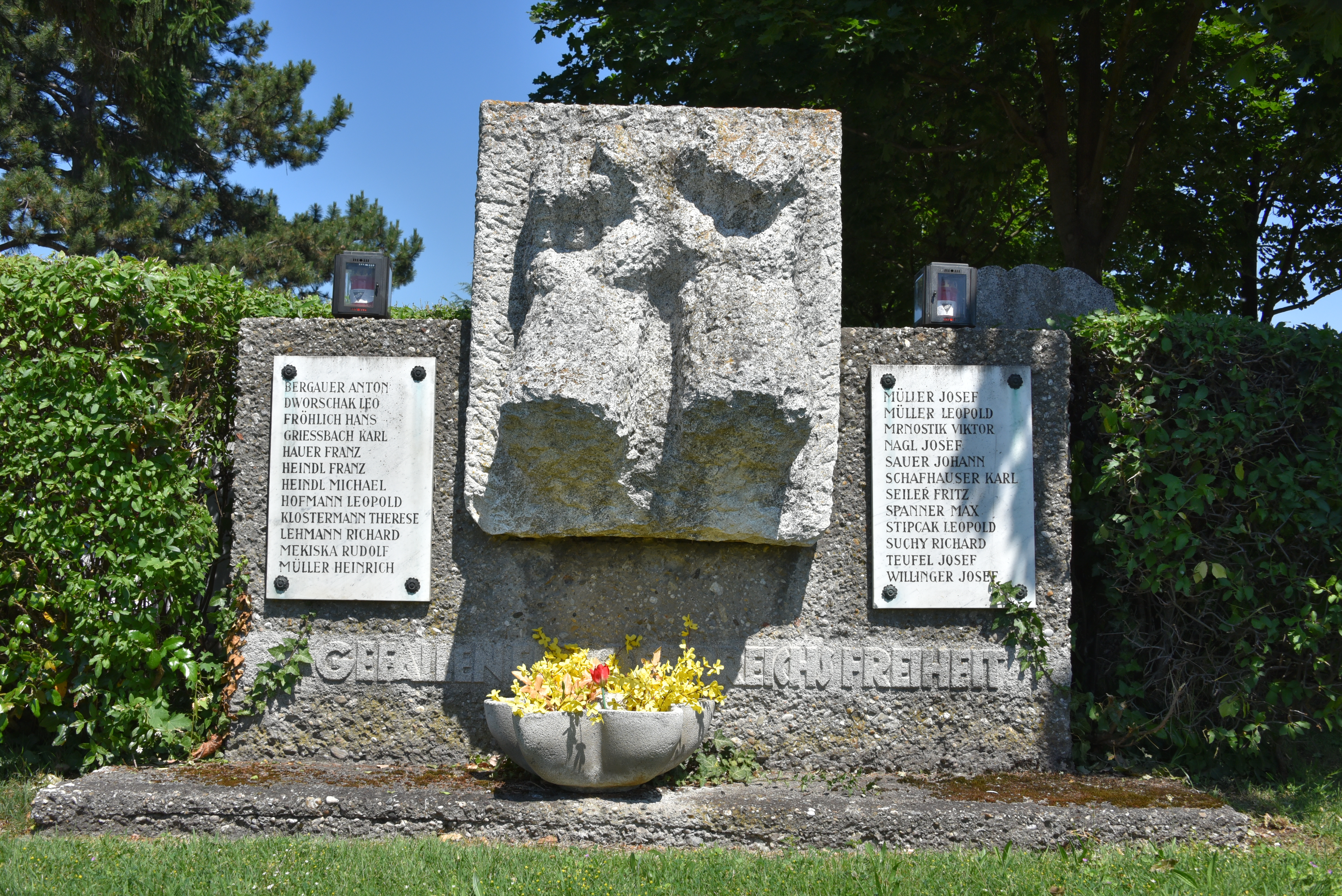
Freiheitskämpferdenkmal am Friedhof Atzgersdorf, 1954

Die Gedenkstätten für die Opfer des Nationalsozialismus in Wien-Liesing sind Denkmäler, Gedenktafeln und -steine sowie Straßennamen im 23. Wiener Gemeindebezirk Liesing, die an Widerstandskämpfer und andere Opfer des Nationalsozialismus erinnern.
Dieser Artikel beschränkt sich auf das Gebiet des heutigen 23. Wiener Gemeindebezirks. Die Auflistung der folgenden Gedenkstätten erhebt keinen Anspruch auf Vollständigkeit.

## Denkmäler und Gedenktafeln
In Liesing erinnern zumindest vier Denkmäler und zwei Gedenktafeln an Opfer des Nationalsozialismus:
- Zu einem unbekannten Zeitpunkt nach 1945 wurde der vom NS-Regime geköpften Widerstandskämpferin Therese Klostermann (1913–1944) ein Denkmal am Anton-Heger-Platz in Liesing gesetzt. Auf diesem Denkmal wird ihr Vorname als Theresia geführt. Wer den Stein gestaltet hat, ist nicht bekannt.[1]

- 1950 wurde zu Ehren zweier Mitglieder der antifaschistischen Widerstandsgruppe in der Akkumulatorenfabrik Varta (heute ÖFA-Akkumulatoren GmbH), die im Landesgericht Wien enthauptet wurden, ein Denkmal errichtet. Es ist Viktor Mrnustik (1902–1943) und Franz Heindl (1906–1944) gewidmet, trägt die Inschrift Niemals vergessen und zeigt zwei großformatige Porträts der Widerstandskämpfer. Das Denkmal befand sich einige Jahrzehnte in der Siebenhirtenstraße 12 in Liesing, rechts nach der Fabrikseinfahrt, und war nicht öffentlich zugänglich.[2] Nach dem Abriss des alten Fabrikgeländes wurde das Denkmal vor dem Eingang des Liesinger Friedhofes an der Siebenhirtenstraße neu aufgestellt, wo er nunmehr öffentlich zugänglich ist.

- Am 1. November 1954 wurde auf dem Atzgersdorfer Friedhof das Freiheitskämpfer-Denkmal enthüllt, gestaltet vom Bildhauer Franz Pixner.[3] Es erinnert an insgesamt 24 Widerstandskämpfer, die dem Austrofaschismus bzw. dem NS-Regime ihr Leben lassen mussten: Anton Bergauer, Leo Dworschak, Hans Fröhlich, Karl Griesbach, Franz Hauer, Franz und Michael Heindl, Leopold Hofmann, Therese Klostermann, Richard Lehmann, Rudolf Mekiska, Viktor Mrnustik, Heinrich Müller, Josef Müller, Leopold Müller, Josef Nagl, Johann Sauer, Karl Schafhauser, Fritz Seiler, Max Spanner, Leopold Stípčak, Richard Suchy, Johann Teufel und Josef Willinger. Die Schreibweise zweier Widerstandskämpfer auf dem Denkmal ist falsch: Viktor Mrnustik wird als Viktor Mrnostik bezeichnet, Johann Teufel als Josef Teufel. Weiters wird Johann Fröhlich als Hans Fröhlich angeführt.

- In der Volksschule Atzgersdorf erinnert seit 2002 eine Gedenktafel an Hedy Blum (1931–1942), die diese Schule nur wenige Wochen besuchen durfte. Im November 1938 wurde sie wegen ihrer jüdischen Herkunft der Schule verwiesen. Im August 1942 wurde die noch nicht Elfjährige gemeinsam mit ihrer Mutter in das Vernichtungslager Maly Trostinez deportiert und dort ermordet.

- Die Synagoge Atzgersdorf wurde durch Brandlegung in der Reichspogromnacht vollständig zerstört. An der Stelle, an der sie sich befand, erinnert seit dem 17. März 2005 eine Gedenktafel an das Bauwerk.[4][5]

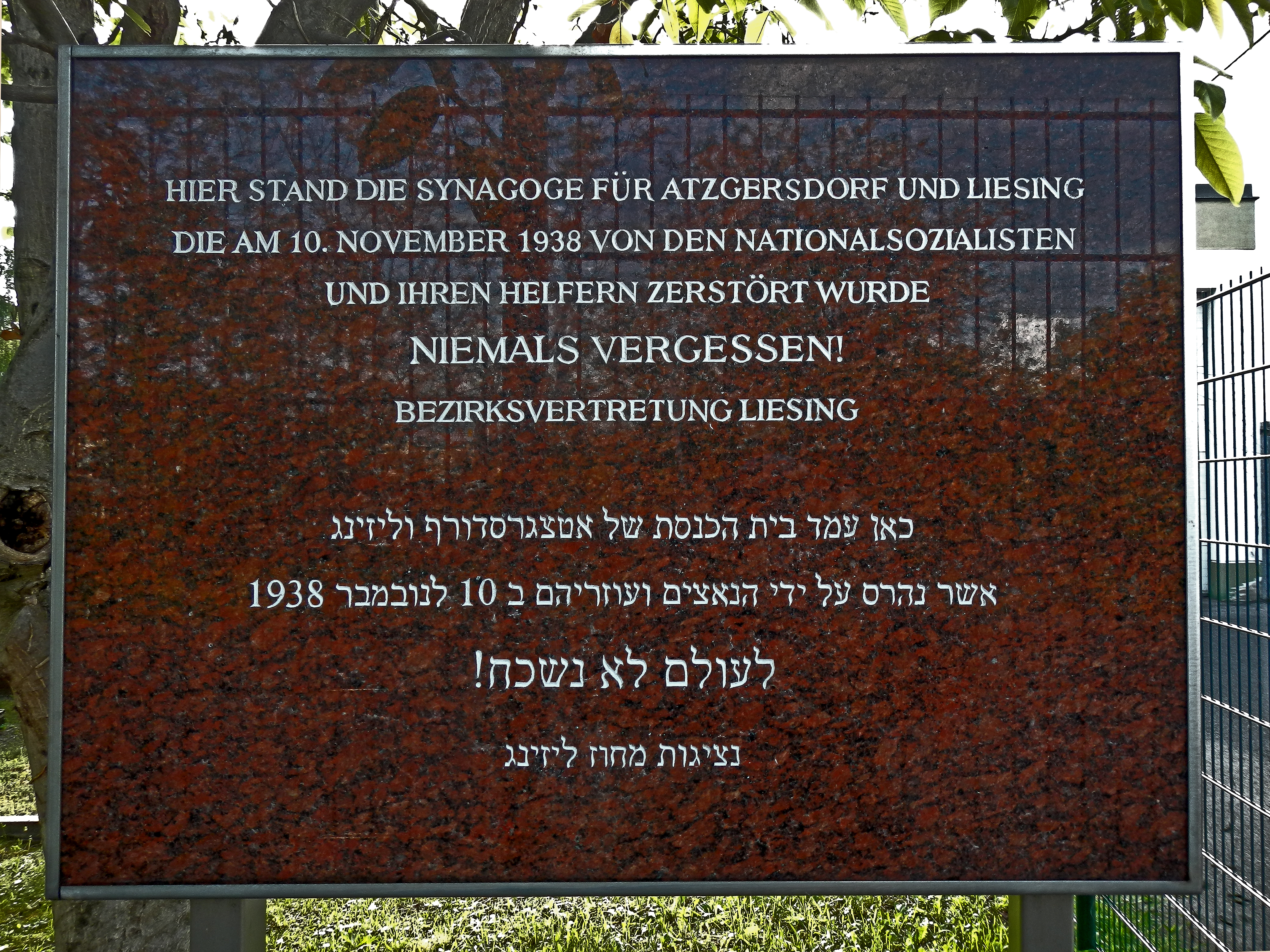
Gedenktafel für die Synagoge Atzgersdorf
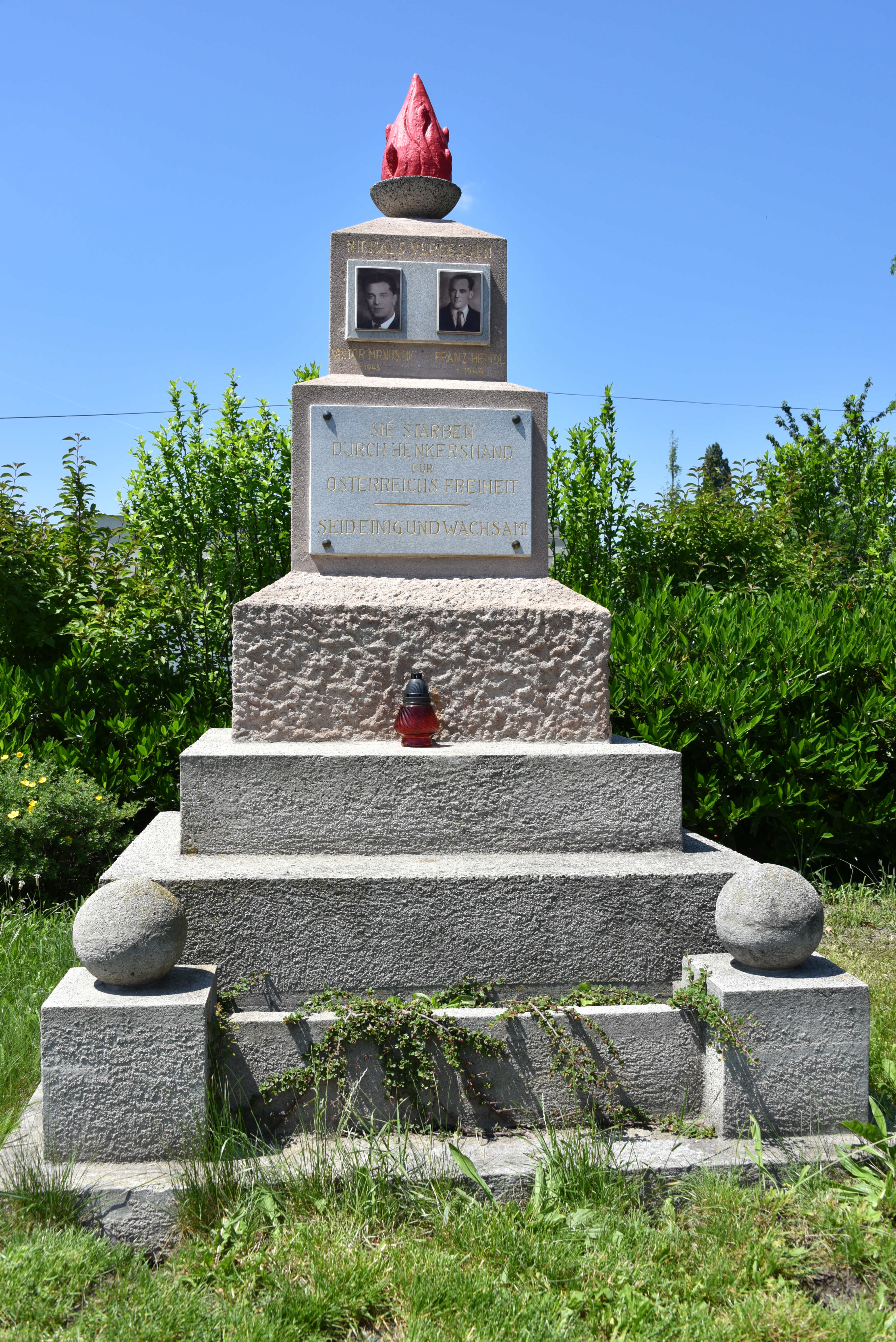
Denkmal für Franz Heindl und Viktor Mrnustik
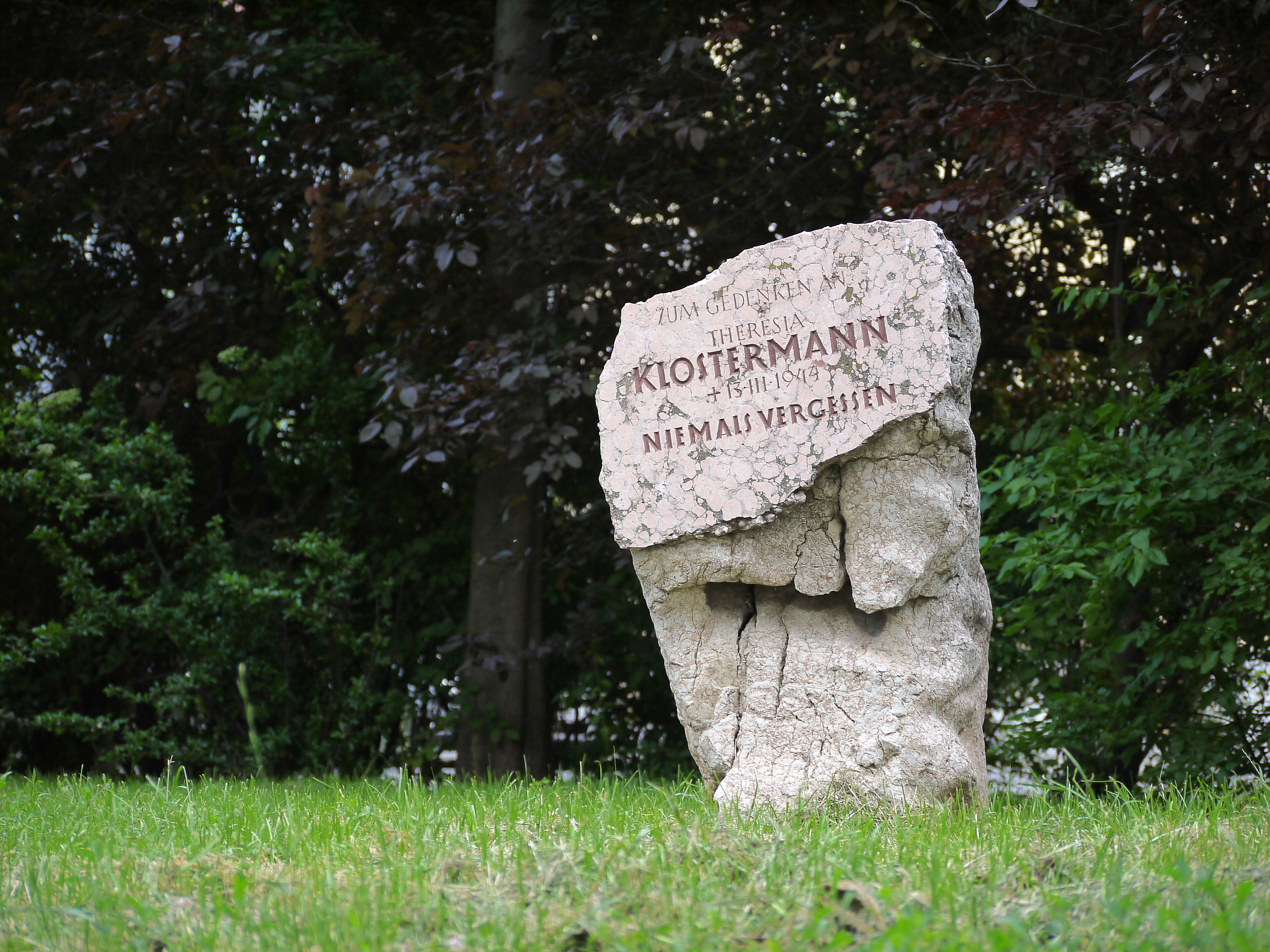
Denkmal für Therese Klostermann
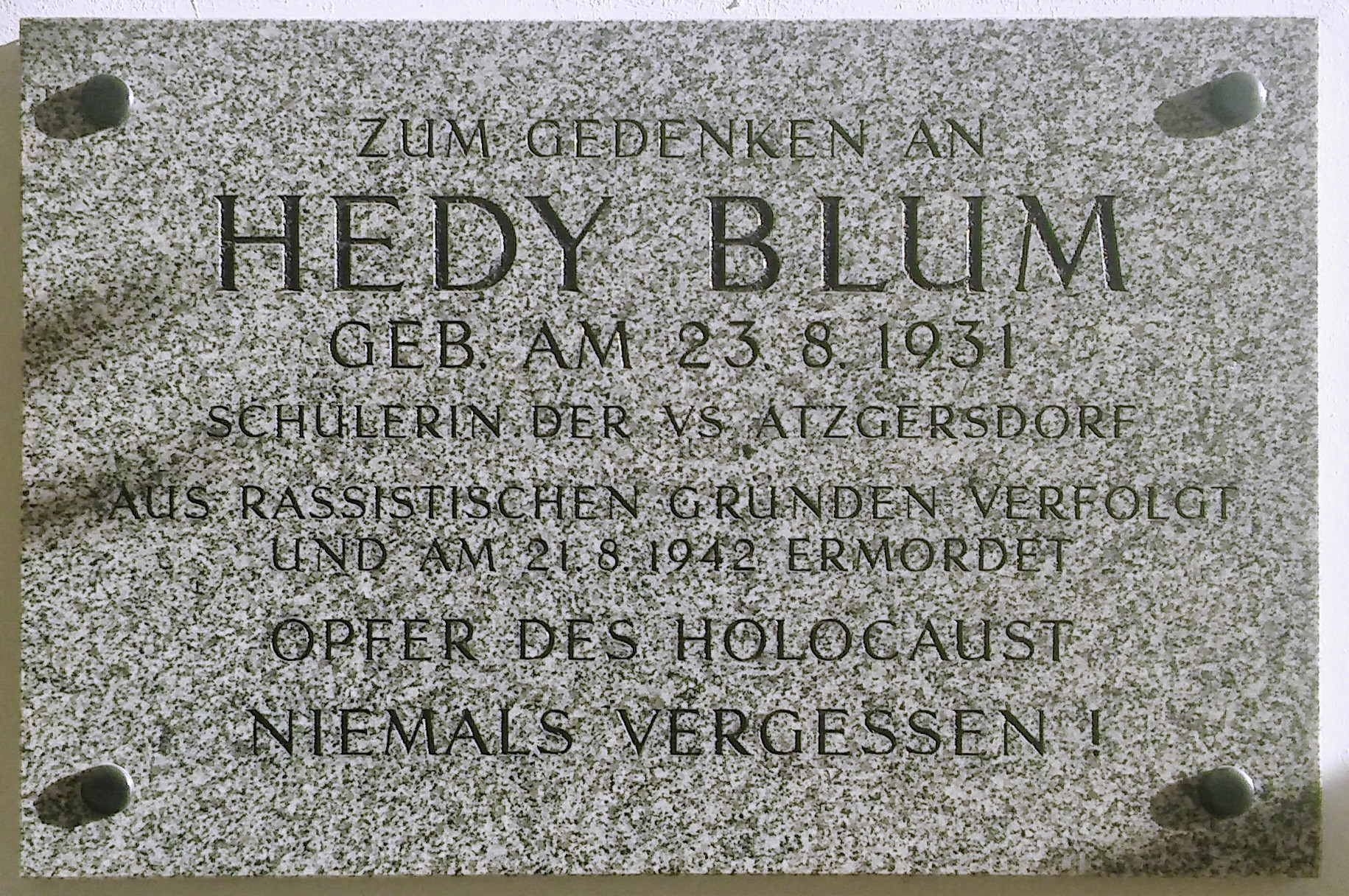
Gedenktafel für Hedy Blum in der Volksschule Atzgersdorf

Ein Denkmal und eine Gedenktafel übersiedelten gemeinsam mit den Betriebsstätten, an denen sie aufgestellt bzw. angebracht waren, nach Liesing:
- Neun Arbeiter der Österreichischen Automobil-Fabrik (damals: Austro-Fiat) in der Carlbergergasse 40–42, die sich im Widerstand engagierten, wurden von den Nationalsozialisten ermordet. Ein nicht öffentlich zugängliches Denkmal, das von Leopold Grausam, sen. gestaltet wurde, erinnert an sie. Es wurde 1949 auf dem damaligen Werksgelände in Floridsdorf an der Brünner Straße 72 aufgestellt und 1988 nach der Übersiedlung der MAN-Nutzfahrzeuge nach Liesing in die Carlbergergasse transferiert.

- Ebenfalls von Leopold Grausam sen. gestaltet wurde 1963 eine Gedenktafel für die Buchdrucker und Widerstandskämpfer Alois Hudec, Gustav Kiesel und Wilhelm Weixlbraun, die alle 1943 vom NS-Regime hingerichtet worden waren. Die Gedenkstätte übersiedelte aus der alten Staatsdruckerei am Rennweg in Wien-Landstraße in ein neues Betriebsgebäude in Wien-Liesing. An der Renovierung der Gedenktafel in den Jahren 2005 und 2006 war der Sohn des Künstlers, Leopold Grausam, jun., beteiligt.[6]

## Benennung von Verkehrsflächen
Nach 1945 wurde eine Reihe öffentlicher Verkehrsflächen in Liesing nach Widerstandskämpfern und anderen Opfern des Nationalsozialismus umbenannt bzw. neu benannt, weiters auch nach Menschen, die von den Nationalsozialisten in die Emigration gezwungen oder mit Berufsverbot belegt wurden. Der Beschluss für Um- oder Neubenennung einer Gasse oder Straße erfolgt in Wien durch den Gemeinderatsausschuss für Kultur.
| Straßenname              |  | benannt nach                                                                      | Datum             | Früherer Name          |
| ------------------------ |  | --------------------------------------------------------------------------------- | ----------------- | ---------------------- |
| Alma-König-Weg           |  | Alma Johanna Koenig (1887–1942), Lyrikerin                                        | 14. Februar 1977  |                        |
| Amstergasse              |  | Samuel Amster (1867–1942), Kaufmann                                               | 18. Dezember 1967 |                        |
| Bertha-Neumann-Park      |  | Bertha Neumann (1893–1944), Staatswissenschaftlerin                               | 6. November 2017  |                        |
| Brüder-Heindl-Gasse      |  | Franz Heindl (1906–1944), Hilfsarbeiter Michael Heindl (1901–1944), Eisenbahner   | 15. Februar 1949  | Sudetendeutschengasse  |
| Drillgasse               |  | Wilhelm Drill (1873–1942), Arzt                                                   | 1954              | Türkengasse            |
| Dr.-Neumann-Gasse        |  | Karl Neumann (1890–1944), Arzt und Zahnarzt                                       | 15. Februar 1949  | Badhausgasse           |
| Dr.-Rudolf-Hatschek-Park |  | Rudolf Hatschek (1874–1939), Arzt                                                 | 19. Mai 1954      |                        |
| Goldhammergasse          |  | Alfred Goldhammer (1907–1942), Lederarbeiter                                      | 6. Mai 1947       |                        |
| Johann-Teufel-Gasse      |  | Johann Teufel (1896–1943), Tischler                                               | 7. November 1956  | Teil der Liesingstraße |
| Kanitzgasse              |  | Otto Felix Kanitz (1894–1940), Installateur, Pädagoge, Journalist und Politiker   | 23. April 1966    |                        |
| Klingerstraße            |  | Julius Klinger (1876–1942), Maler und Grafiker                                    | 7. Oktober 1982   |                        |
| Klostermanngasse         |  | Therese Klostermann (1913–1944), Arbeiterin                                       | 7. Dezember 1955  | Rittergasse            |
| Kripsgasse               |  | Josef Krips (1902–1974), Dirigent                                                 | 11. März 1988     |                        |
| Kronfeldgasse            |  | Robert Kronfeld (1904–1948), Segelflugpionier                                     | 2. September 1959 |                        |
| Kunkegasse               |  | Hans Kunke (1906–1940), Versicherungsbeamter Stefanie Kunke (1908–1943), Lehrerin | 19. Mai 1954      | Mackgasse              |
| Schmiedeckgasse          |  | Otto Schmiedeck (1876–1954), Angestellter                                         | 2. Oktober 1957   | Lammgasse              |
| Stipcakgasse             |  | Leopold Stípčak (1909–1944), Tischlergehilfe                                      | 19. Juni 1954     | Feldweg                |
| Zemlinskygasse           |  | Alexander von Zemlinsky (1871–1942), Komponist                                    | 2. Oktober 1957   | Josef-Weber-Straße     |

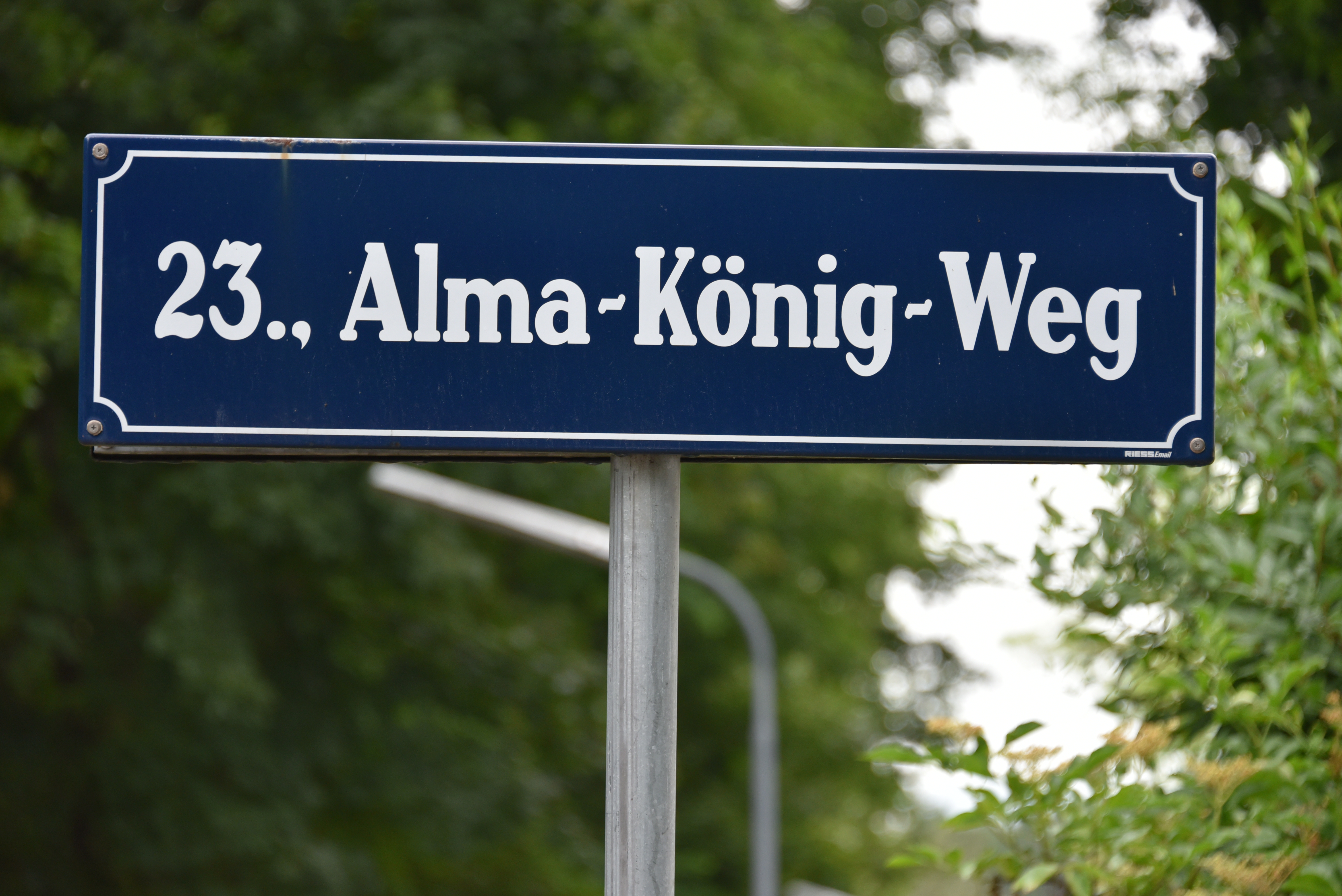
Alma-König-Weg
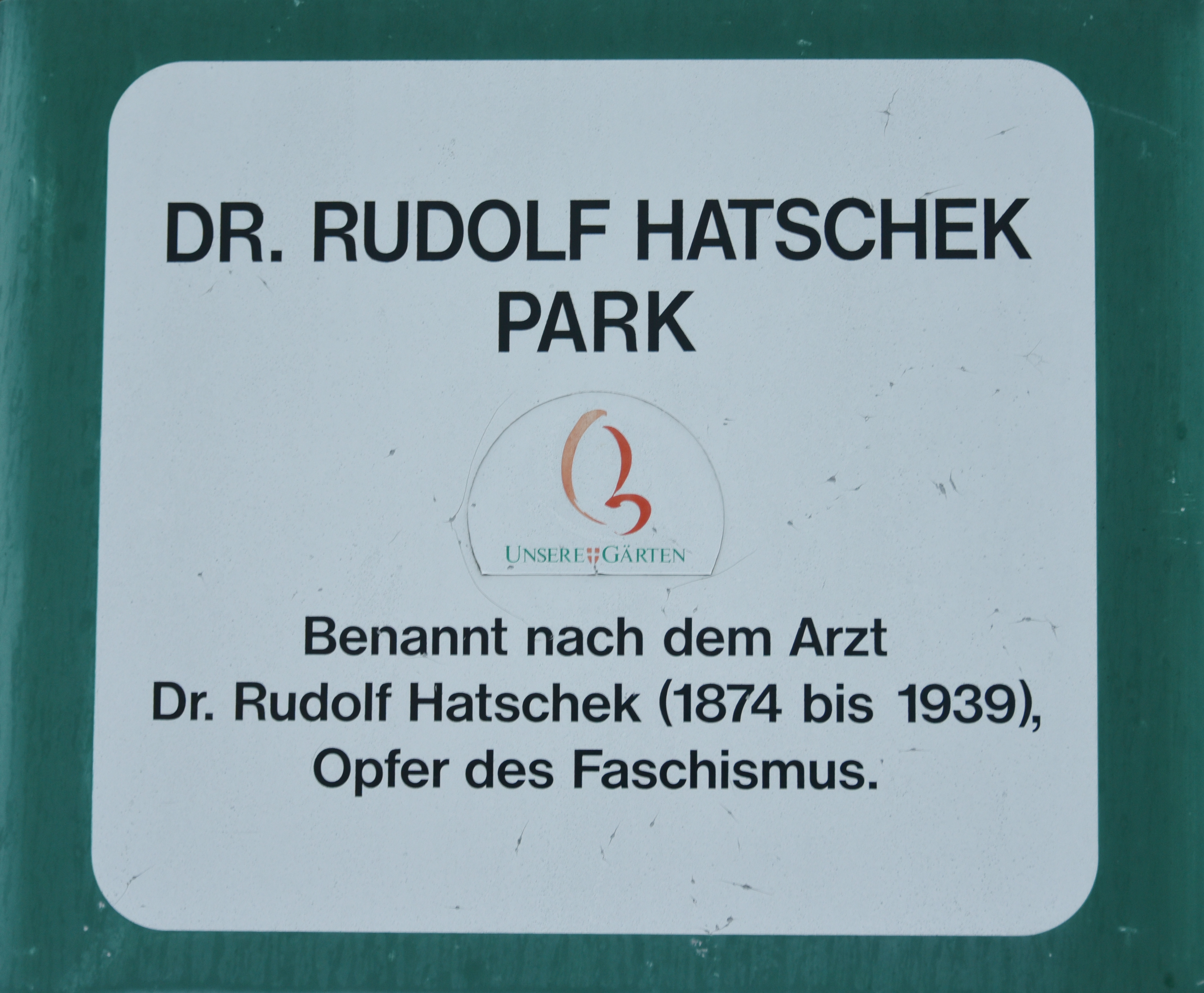
Dr. Rudolf Hatschek Park
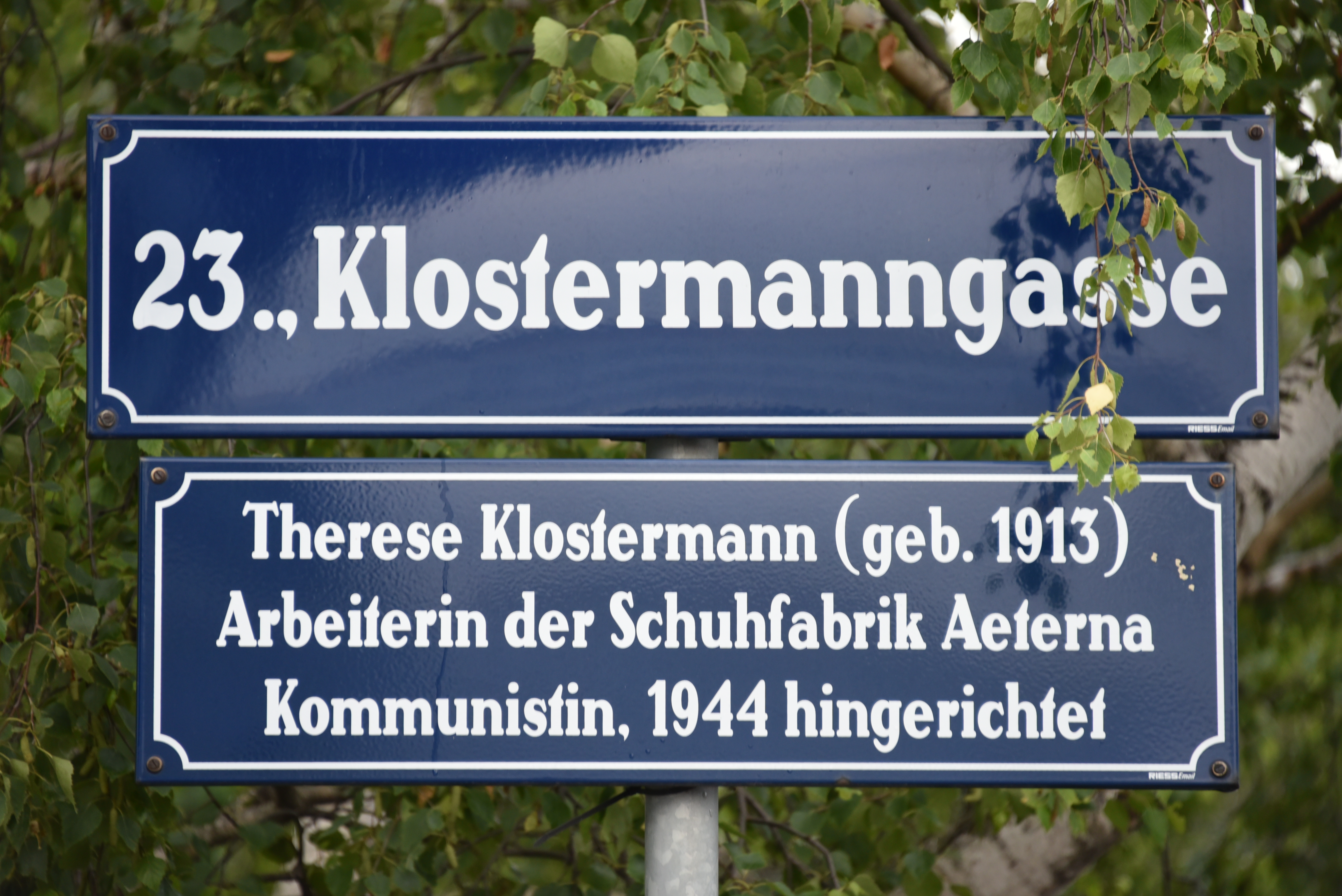
Klostermanngasse, mit erläuternder Zusatztafel

Zwei Gassen, die Fröhlichgasse und die Lehmanngasse, wurden nach Widerstandskämpfern gegen den Austrofaschismus benannt, beide sind bereits 1934 erschossen worden und beider Namen sind auf dem Atzgersdorfer Freiheitskämpferdenkmal (siehe oben) eingraviert. Es wurde im Jahr 1967 allerdings auch die Meierhofgasse nach der Schriftstellerin Maria Grengg (1889–1963) umbenannt, die eine beliebte deutschnationale Autorin in der Zeit des Nationalsozialismus war; sie verfasste Heimatromane und illustrierte Kinderbücher.

## Steine der Erinnerung

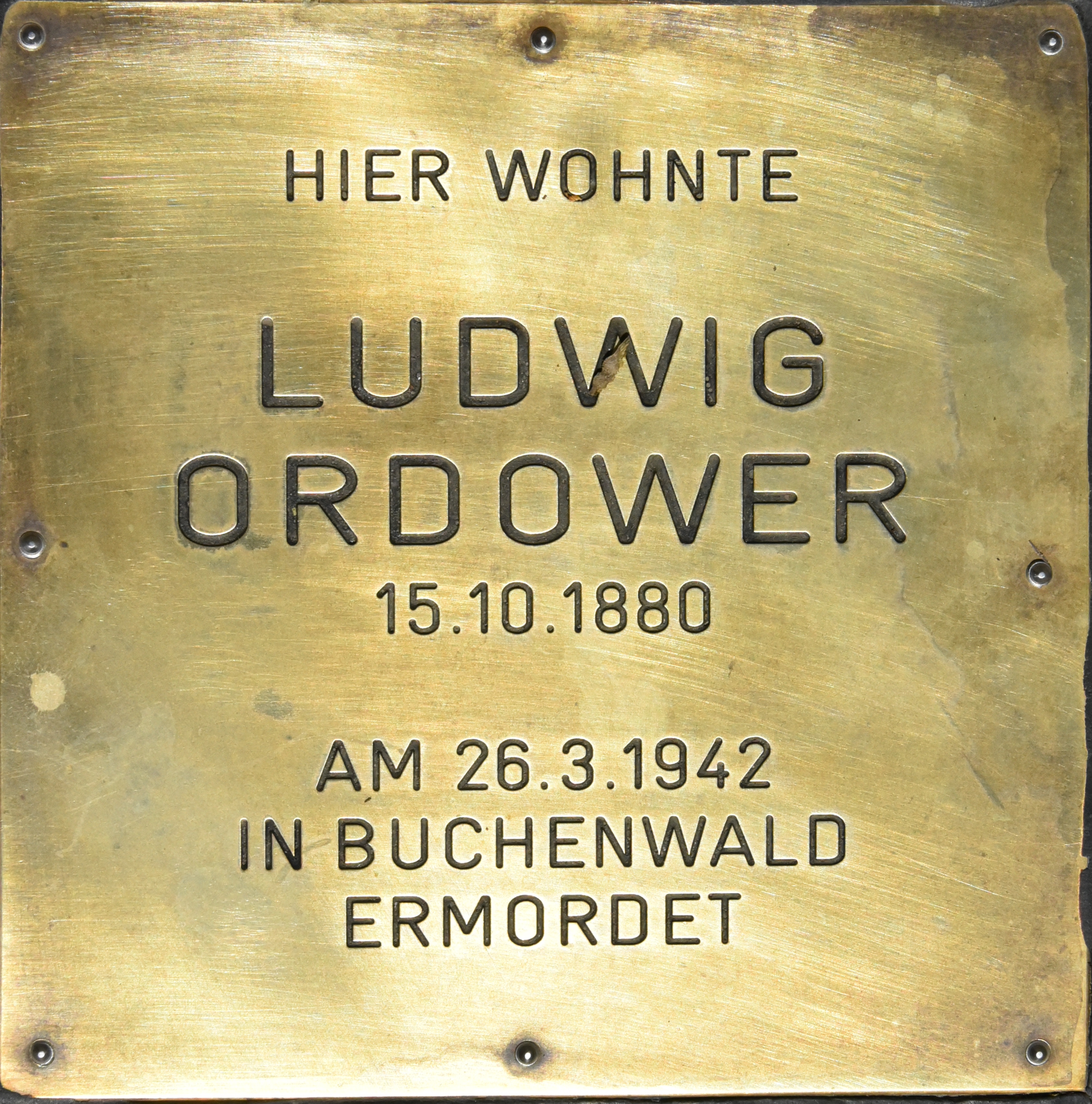

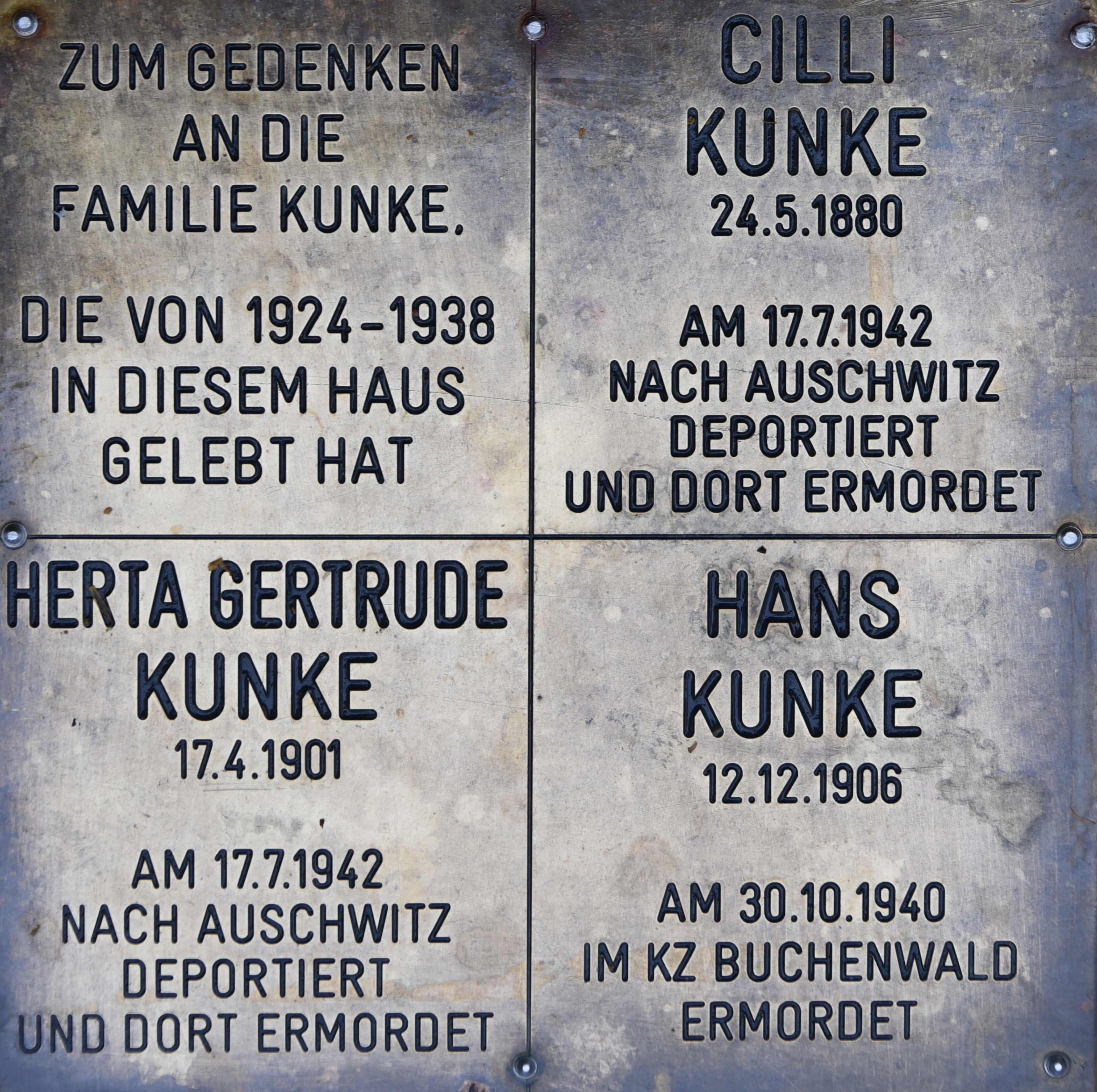

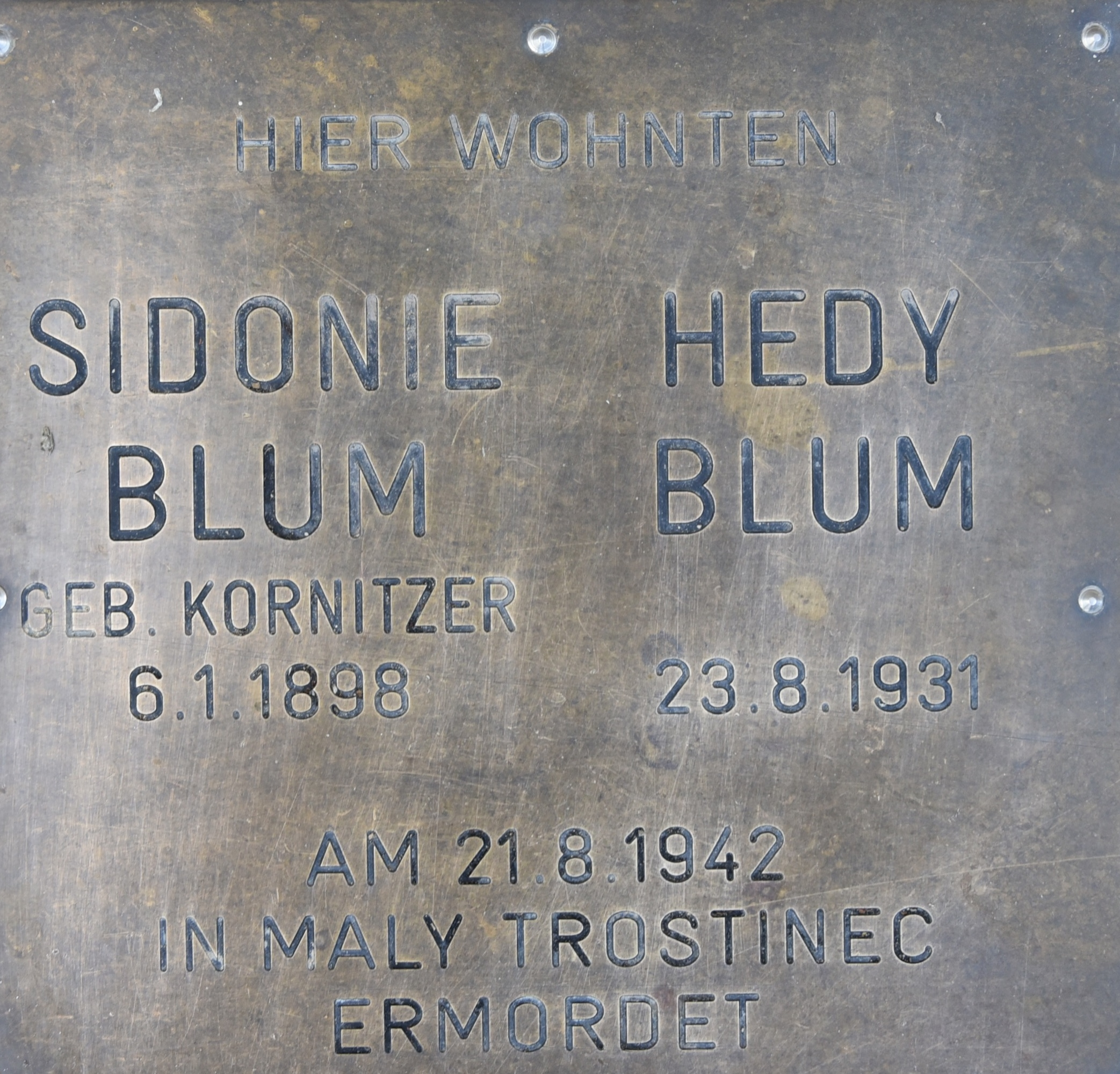

Im September 2013 wurde der Verein Steine der Erinnerung in Liesing für die Opfer des Holocaust und des nationalsozialistischen Terrors gegründet, das fünfte Gedenksteinprojekt für die Opfer des NS-Regimes in Wien. Vereinsziel ist das Gedenken der Opfer des Holocaust und des nationalsozialistischen Terrors. Die Erinnerung soll an jenen Orten sichtbar werden, an denen die Menschen gelebt haben, die vom NS-Regime vertrieben, deportiert oder ermordet wurden. Die Steine der Erinnerung sollen vor den Häusern, aus denen diese Menschen vertrieben wurden, verlegt werden. Das Konzept beruht im Wesentlichen auf Gunter Demnigs Stolpersteinen, der jedoch alle fünf Wiener Initiativen als Plagiate ablehnt. Die Verankerung des Projektes in der Bevölkerung durch Patenschaften, Spenden und aktive Teilnahme ist für den Verein von zentraler Bedeutung. Bislang wurden Gedenksteine für folgende Personen verlegt:
- Karl Beran
- Risa Beran
- Hedy Blum
- Sidonie Blum
- Gisela Czerner
- Eduard Czerner
- Adolf Denkscherz
- Auguste Drill
- Wilhelm Drill
- Erich Frischwasser
- Mathilde Frischwasser
- Helene Fuchs
- Rudolf Fuchs
- Ruth Fuchs
- Wilhelm Fuchs
- Arnold Gerstl
- Rosa Gerstl
- Karl Griesbach
- Helene Hatschek
- Wilhelm Hatschek
- Franz Heindl
- Michael Heindl
- Leopold Hofmann
- Alfred Kleppner
- Therese Klostermann
- Cäcilie Kunke
- Hans Kunke
- Herta Gertrude Kunke
- Stefanie Kunke
- Käthe Leichter
- Ignaz Machauf
- Kurt Machauf
- Bertha Neumann
- Karl Neumann
- Klaus Neumann
- Ludwig Ordower
- Erwin Schleifer
- Fanny Schleifer
- Ernestine Schnee
- Isidor Schnee
- Siegfried Singer
- Johann Teufel
- Bela Ungar
- Eugenia Ungar
- Alfred Weisel
- Elsa Weiss